# Belarmino Castro González
Belarmino Castro González (Gijón, 1 d'octubre de 1912 - Mont-real, 1 d'abril de 1984) fou un futbolista asturià de la dècada de 1930.

## Trajectòria
Va jugar als clubs de la ciutat de Gijón Real Athletic del Llano, Sporting, aquest a Segona Divisió, i Club Gijón. Però no fou fins a la temporada 1932-33, en què va poder debutar a Primera, aquest cop amb el Deportivo Alavés. Jugà a continuació al Reial Oviedo, tres temporades més a Primera. La temporada 1937-38, en plena guerra, jugà al FC Barcelona. El 24 de juliol de 1938 va disputar un partit amb la selecció catalana de futbol. Entre 1938 i 1941 jugà al Cazères-Garonne a França. A continuació jugà una temporada al Reial Betis. Finalitzada la Guerra Civil va patir una greu lesió de la qual s'operà el 1942, però no va poder tornar a jugar a alt nivell.

## Palmarès
- Campionat de Catalunya de futbol:
  - 1937-38
- Lliga Catalana de Futbol:
  - 1937-38